# 徐志敏
徐志敏（1922年—1973年），山东莱阳市羊郡镇杨家夼村人。中华人民共和国政治人物。

## 生平
1945年7月加入中国共产党。第二次国共内战，历任中共羊郡区委组织委员、区委副书记。中华人民共和国成立后，先后任中共姜疃区委副书记、书记，县委宣传部副部长、部长，县委监察委员会副书记，农村工作部、工业部部长，莱阳县副县长。1961年12月至1962年12月，任莱阳县县长。后任莱阳县委监察委员会书记。文化大革命初期，任莱阳县革命委员会政治部主任。1973年病故。